# 甜凉度
甜凉度是一個臺灣大專教育界的術語，用來描述不同大學的學系課程。

## 意思
- 「甜度」指的是分數的高低，越甜就代表平均分數越高[1] [2] 。
- 「凉度」指的是老師是否會點名、作業份量的輕重，越凉就代表課程越輕鬆[1] [2] 。

另外，有的學生還會評論「深度」，一般是指課程充實度、老師認真程度。

## 衍生影響
因為有不少臺灣大學生都會先了解課程的甜凉度，再決定要不要選讀，除了在網路上會有所討論之外，更衍生出專門的網站和應用程式，讓學生互相交流課程與教授的甜涼度  。
2019年6月，國立清華大學就有學生利用校方提供的成績數據，開發分析系统，幫助同學挑選「甜課」。有人認為學生将大數據發揮得淋漓盡致，是「學以致用」，但也有人批評這樣的做法是種投機行為，而校方亦表示，這並非學校提供學生成绩數據的目的，強調學生應該根據自己的興趣與學習計畫去挑選課程 。

## 軼事
由於該詞語深入民心，有時連一些身兼大學教授的公眾人物，都會在公開場合討論它。例如，本身是國立台灣大學會計系教授的國民黨政治人物朱立倫，在2020年8月回應回到臺大教書的新聞時，就說自己的課「絕對不凉」，要學生好好學習 。